# Cama (dier)
Een cama is een kruising tussen een kameel en een lama.
Deze hybride is via kunstmatige inseminatie tot stand gekomen in het camel reproduction center, Dubai. Het doel was een dier te fokken met de grootte en kracht van een kameel, maar het karakter van de lama.
De cama heeft de korte oren en lange staart van een kameel maar is net als de lama bultloos.
Het dier is seksueel zowel geïnteresseerd in lama's als Guanaco's.
De Cama is een dier dat heel weinig voorkomt.